# Sagogn
Sagogn é uma comuna da Suíça, no Cantão Grisões, com cerca de 631 habitantes. Estende-se por uma área de 6,95 km², de densidade populacional de 91 hab/km². Confina com as seguintes comunas: Castrisch, Falera, Flims, Laax, Schluein, Valendas, Versam.
A língua oficial nesta comuna é o Alemão e Romanche.